# 피보험자
피보험자란 생명보험의 객체로서 손해보험에서는 '보험사고의 발생으로 생긴 재산상의 손해보상을 보험자에게 직접 청구할 수 있는 자'를 의미하고 인보험에서는 '자기의 생명 또는 신체가 보험에 붙여진 자연인'을 말한다. 손해보험계약에서 보험계약자와 피보험자가 동일하면 '자기를 위한 손해보험계약'이라 하며, 양자가 다른 경우에는 이를 '타인을 위한 손해보험계약'이라 한다.  인보험, 특히 생명보험계약에서 이 양자가 다른 경우는 '타인의 생명보험계약'이라 한다.

## 관련 판례
- 피보험자인 타인의 동의는 각 보험계약에 대하여 개별적으로 서면에 의하여 이루어져야 하며, 포괄적인 동의 또는 묵시적이거나 추정적 동의만으로는 부족하다.[1]

- 상법 제731조 제1항에 의하면 타인의 생명보험에서 피보험자가 서면으로 동의의 의사표시를 하여야 하는 시점은 ‘보험계약 체결시까지’이고, 이는 강행규정으로서 이에 위반한 보험계약은 무효이므로, 타인의 생명보험계약 성립 당시 피보험자의 서면동의가 없다면 그 보험계약은 확정적으로 무효가 되고, 피보험자가 이미 “무효”가 된 보험계약을 추인하였다고 하더라도 그 보험계약이 유효로 될 수는 없다.  피보험자의 서면동의 없이 체결된 타인의 사망을 보험사고로 하는 생명보험계약의 보험자가 수년간 보험료를 수령하거나 종전에 그 생명보험계약에 따라 입원급여금을 지급한 경우에도 위 생명보험계약의 무효를 주장하는 것이 신의성실의 원칙 등에 위반하지 않는다.(대법원 2006. 9. 22. 선고 2004다56677</ref>

- 보험모집인이 보험계약자의 말만 믿고 피보험자 동의란에 자신이 직접 피보험자인 타인의 서명을 대신하였으며, 영업소 소장은 그 사실을 알고 있으면서도 이를 방치함으로써 보험계약자가 피보험자의 서면 동의가 없어도 보험회사가 보험금지급책임을 지는 것으로 잘못 알고 위 보험계약을 체결한 결과, 그 후 피보험자가 교통사고로 사망하는 보험사고가 발생하였으나 위 보험계약이 피보험자의 서면 동의가 없었다는 이유로 보험계약자가 보험금을 지급받지 못하게 된 경우(주-보험계약은 무효임), 위 보험모집인과 영업소장이 보험모집을 하면서 범한 위와 같은 잘못과 보험계약자가 보험금을 지급받지 못하게 된 손해 사이에는 상당인과관계가 있다는 이유로 보험회사에게 보험업법 제158조 제1항 소정의 손해배상책임을 인정한 사례.[2]

- 피보험자인 타인의 서면동의가 그 타인이 보험청약서에 자필 서명하는 것만을 의미하지는 않으므로 피보험자인 타인이 참석한 자리에서 보험계약을 체결하면서 보험계약자나 보험모집인이 타인에게 보험계약의 내용을 설명한 후 타인으로부터 명시적으로 권한을 수여받아 보험청약서에 타인의 서명을 대행하는 경우와 같이, 타인으로부터 특정한 보험계약에 관하여 서면동의를 할 권한을 구체적·개별적으로 수여받았음이 분명한 사람이 권한 범위 내에서 타인을 대리 또는 대행하여 서면동의를 한 경우에도 그 타인의 서면동의는 적법한 대리인에 의하여 유효하게 이루어진 것이다.[3]